# Thomas Døssing
Thomas Marius Døssing, född 6 juni 1882, död 18 april 1947, var en dansk biblioteksman.
Døssing blev 1908 underbibliotekarie vid Aarhus stadsbibliotek, 1912 bibliotekarie vid Statens Bogsamlingskomité, Köpenhamn, och 1920 biblioteksdirektör. Han var en av föregångsmännen och förblev länge den ledande kraften inom den danska folkbiblioteksrörelsen. Døssing var medutgivare av Dansk Tidsskrift-Index (1915 ff.), och redaktör för Bogvennen 1916-18 och för Bogens Verden 1918-19.